# Sirimavo Bandaranaike

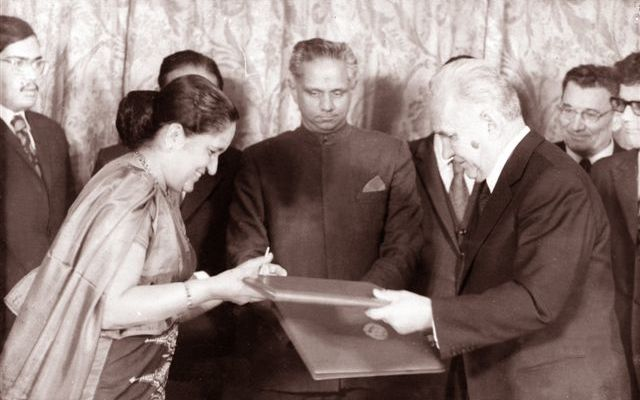
Bandaranaike tillsammans med Sovjetunionens Aleksej Kosygin.

Sirimavo Ratwatte Dias Bandaranaike, född 17 april 1916 i Ratnapura, död 10 oktober 2000 i Kadawatha, var en lankesisk politiker. Hon var landets premiärminister i tre perioder mellan 1960 och 2000, den första gången som världens första kvinnliga regeringschef.

## Biografi
Bandaranaike växte upp inom den buddhistiska aristokratin, och hon gifte sig 1940 med politikern Solomon Bandaranaike. Efter mordet på denne hösten 1959 (då han tjänstgjorde som landets premiärminister), lät hon sig övertalas att inträda i rikspolitiken. Hon var då ordförande för organisationen Lanka Mahila Samithi, som verkade för kvinnors och landsbygdbefolkningens rättigheter. I maj 1960 efterträdde hon avlidne make som ledare för Sri Lankas frihetsparti (SLFP). Efter partiets valseger två månader senare, 21 juli 1960, utsågs hon även till premiärminister. Därmed var hon också världens första kvinnliga regeringschef.
Rollen som premiärminister över Sri Lanka innehade hon därefter fram till mars 1965, efter att hon i december året före förlorat en förtroendeomröstning i parlamentet. I maj 1970 återkom hon som premiärminister, denna gång för en sjuårig period fram till maj 1977. Under denna sin andra premiärministerperiod mötte hon tidvis hårt motstånd från SLFP:s vänsterflygel. Hon såg 1971 till att skapa National Savings Bank, som en sammanslagning av flera mindre och svagare banker.
Hon ställde upp i presidentvalet 1988 men förlorade. 1994 ersatte hon dock sin och Solomons dotter Chandrika Kumaratunga (född 1945) som premiärminister, medan dottern istället fungerade som landets president fram till 2000.
Sirimavo Bandaranaike tjänstgjorde därefter som Sri Lankas premiärminister fram till augusti 2000, då den 84-åriga politikern avgick av hälsoskäl. Ett par månader senare avled hon.

## Politik
Bandaranaike fortsatte sin makes politik, som premiärminister. Detta innebar utrikespolitiskt en alliansfri politik men i praktiken orienterad åt Comecon/Warszawapakten. Hon var vid flera tillfällen ordförande för den alliansfria rörelsen. Inrikespolitiskt fortsatte förstatliganden av företag samt ett favoriserande av singaleser före de tamiltalande hinduerna. Under Bandaranaikes styre ökade antalet oroligheter av etnisk och politisk art, parat med allt värre ekonomiska problem.

## Källhänvisningar
1. 1 2 3  Mowlana, Alavi (8 februari 2009). ”Commemorating the Bandaranaikes” (på engelska). web.archive.org. dailynews.lk. Arkiverad från originalet den 8 februari 2009. https://web.archive.org/web/20090208223951/http://www.dailynews.lk/2001/09/26/fea25.html. Läst 13 maj 2021.
2. 1 2 3  ”The Parliament of Sri Lanka - Handbook of Parliament” (på engelska). web.archive.org. The Parliament of Sri Lanka. 25 mars 2008. Arkiverad från originalet den 25 mars 2008. https://web.archive.org/web/20080325034304/http://www.parliament.lk/handbook_of_parliament/prime_ministers.jsp. Läst 13 maj 2021.
3. 1 2 3 4   Sirimavo Ratwatte Dias Bandaranaike i Nationalencyklopedins nätupplaga. Läst 13 maj 2021.